# 神奇道
神奇道（英語：Magic Road）是香港迪士尼樂園度假區其中一條道路。神奇道的兩端分別連接著欣澳道及香港迪士尼樂園酒店。神奇道屬荃灣區及離島區。

## 歷史
在1998年，香港經濟受到亞洲金融危機的影響呈現負增長。香港政府把旅遊業列為四大支柱產業之一，雖然旅遊業只佔本地生產總值的7%，但旅遊業卻帶動了相關行業如零售業、餐飲業、酒店業的興旺增長，同時可以製造大量就業機會，有助於經濟復甦。故此發展旅遊業成為了經濟轉型的重要對策。同年，港府找來華特迪士尼公司一起商討在香港興建主題樂園，其後一致認為竹篙灣是興建主題樂園的合適選址。
興建主題公園需進行填海公程，其後在2000年年中，竹篙灣填海工程開始動工進行，造地300公頃。2002年11月，竹篙灣填海工程完工，香港政府在工地上進行主要基礎建設工程，包括興建神奇道。
神奇道於2004年12月17日刊憲命名，翌年8月16日與迪士尼樂園渡假區其他道路一同通車，把竹篙灣公路、欣澳道、幻想道及香港迪士尼樂園酒店連接起來。
由於神奇道屬香港迪士尼樂園度假區的私人道路，由迪士尼管理，因此綠化成效較香港大多道路好。

## 沿路路口
- 竹篙灣公路
- 欣澳道
- 幻想道
- 迪欣路

## 沿路建築
- 迪欣湖
- 香港迪士尼樂園
- 竹篙灣消防局
- 竹篙灣警崗
- 迪士尼荷里活酒店
- 香港迪士尼樂園酒店
- 迪士尼碼頭

## 相關事件及意外
- 2013年3月4日中午12時，一輛私家車沿大嶼山竹篙灣神奇道往九龍方向而行，至近迪欣湖對開迴旋處，失控撞向分隔行車線石壆，繼而打「白鴿轉」，再撼向對面線一棵大樹，左車身毀爛，司機及車上男乘客受傷被困，需由消防員救出送院，其中男乘客送院時昏迷，延至下午1時02分證實死亡。[1]

- 2018年8月20日早上7時許黃雨警告信號生效期間，50歲迪士尼樂園設施服務部的維修員沿神奇道南行至樂園西閘近酒店對開時，突然失控甩尾，車身當場被劏開兩截，事主頭部重創昏迷，最終不治。香港迪士尼對樂園對職員意外離世感到非常難過。[2]

- 2023年10月26日早上10時許，神奇道迴旋處兩架的士相撞，的士剷上草地，釀成5人受傷，包括兩名司機及3名乘客，其中一名司機昏迷，送院搶救證實不治。[3]